# Весы правосудия
«Весы правосудия» (хинди इंसाफ का तराजू; Insaf Ka Tarazu) — драматический фильм о мести на хинди 1980 года, спродюсированный и снятый Б. Р. Чопрой. Сюжет основан на драме 1976 года «Губная помада». В фильме снимались Зинат Аман, Радж Баббар, Дипак Парашар, Падмини Колхапуре, Ифтехар, Сими Гаревал, Шрирам Лагу и Дхармендра в качестве приглашённого актёра. Музыку к фильму написал Равиндра Джейн. Фильм имел успех в прокате, собрав в общей сложности 45 млн рупий и получив статус «хит». Позже фильм был переснят на телугу под названием Edi Dharmam Edi Nyayam? (1982) и на тамильском языке как Neethi Devan Mayakkam с Мадхави, исполнившей роль Зинат Аман.

## Сюжет
Жизнь Бхарати складывалась хорошо, благодаря своей красоте она построила карьеру в модельном бизнесе и приобрела любовь Ашока. Но все это она потеряла в один миг, когда бизнесмен Рамеш изнасиловал девушку. Бхарати обратилась в суд, чтобы наказать преступника, но его адвокат переложил всю вину на неё. Бхарати и ее сестра Нита переезжают в другой город, где уже Нита становится жертвой Рамеша. Узнав о произошедшем с сестрой, Бхарати убивает Рамеша и снова сталкивается с судебным процессом под председательством того же судьи и с адвокатом, который ранее защищал Рамеша.

## Актёры
- Зинат Аман — Бхарти Саксена
- Радж Баббар[англ.] — Рамеш Гупта
- Дипак Парашар — Ашок Шарма
- Падмини Колхапуре[англ.] — Нита Саксена
- Шрирам Лагу — мистер Чандра
- Ифтехар[англ.] — судья
- Сими Гаревал[англ.] — адвокат
- Джагдиш Радж — офицер полиции
- Ом Шивпури[англ.] — мистер Шарма
- Дхармендра — солдат (приглашённый актёр)

## Саундтрек
В фильме представлены четыре песни, написанные Сахиром Лудхиянви и исполненные Ашей Бхосле, Махендрой Капуром и Хемалатой.
| №  | Название                       | Исполнители                         | Длительность |
| -- | ------------------------------ | ----------------------------------- | ------------ |
| 1. | «Hain Jo Yehi Pyar Ka Trailor» | Аша Бхосле, Махендра Капур, Хемлата | 4:43         |
| 2. | «Insaaf Ka Tarazu»             | Махендра Капур                      | 4:55         |
| 3. | «Hazar Khwab Haqeeqat Ke Roop» | Аша Бхосле, Махендра Капур          | 7:05         |
| 4. | «Log Aurat Ko»                 | Аша Бхосле                          | 7:20         |

## Награды и номинации
28-я премия Filmfare
Победы
- Лучшая женская роль второго плана — Падмини Колхапуре
- Лучший диалог — Шабд Кумар
- Лучший монтаж — С. Б. Мане

Номинации
- Лучший фильм — Б. Р. Чопра[англ.]
- Лучший режиссер — Б. Р. Чопра
- Лучшая женская роль — Зинат Аман
- Лучший актер — Радж Баббар[англ.]
- Лучший актер второго плана — Шрирам Лагу
- Лучший рассказ — Шабд Кумар